# Tour Helleman
La tour Helleman (en estonien : Hellemani torn) est une tour des remparts de Tallinn en Estonie.

## Présentation
La tour est située à l'est de Vanalinn. 
La Müürivahe tänav s'étend à l'ouest de la tour, et la Uus tänav s'étend à l'est. 
L'accès à la tour se fait depuis Müürivahe tänav 48  .
D'un côté de la tour Helleman se trouve la porte Viru dans les remparts de Tallinn, de l'autre côté se trouve la tour derrière les Moines.
La tour semi-circulaire à trois étages date du XVe siècle.
Elle servait de prison et d’arsenal.
Comme pour les autres tours des remparts de Tallinn, le nom remonte probablement au conseiller municipal Hellemann, qui détenait les clés de la tour. 
Au début du XXe siècle, la tour n'avait plus de toit. 
La tour Helleman a été entièrement restaurée en 2006, le passage reliant la tour Helleman à la tour derrière les Moines a été restauré en 2007. 
Avec le passage  de la tour Helleman vers la rue Viru tänav, la longueur totale du passage ouvert au public est de près de 200 mètres.

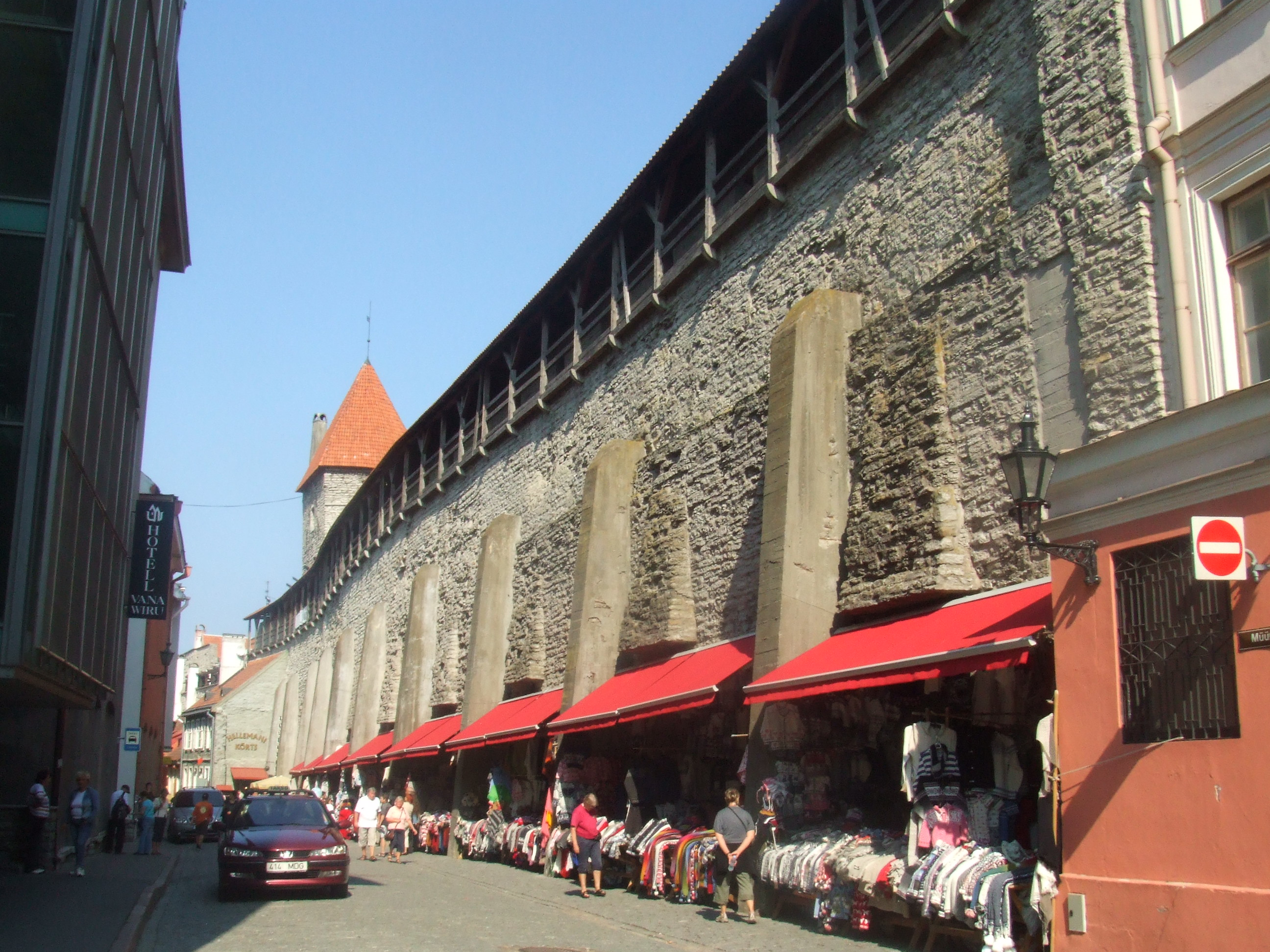
La tour Helleman et son passage.

## Galerie

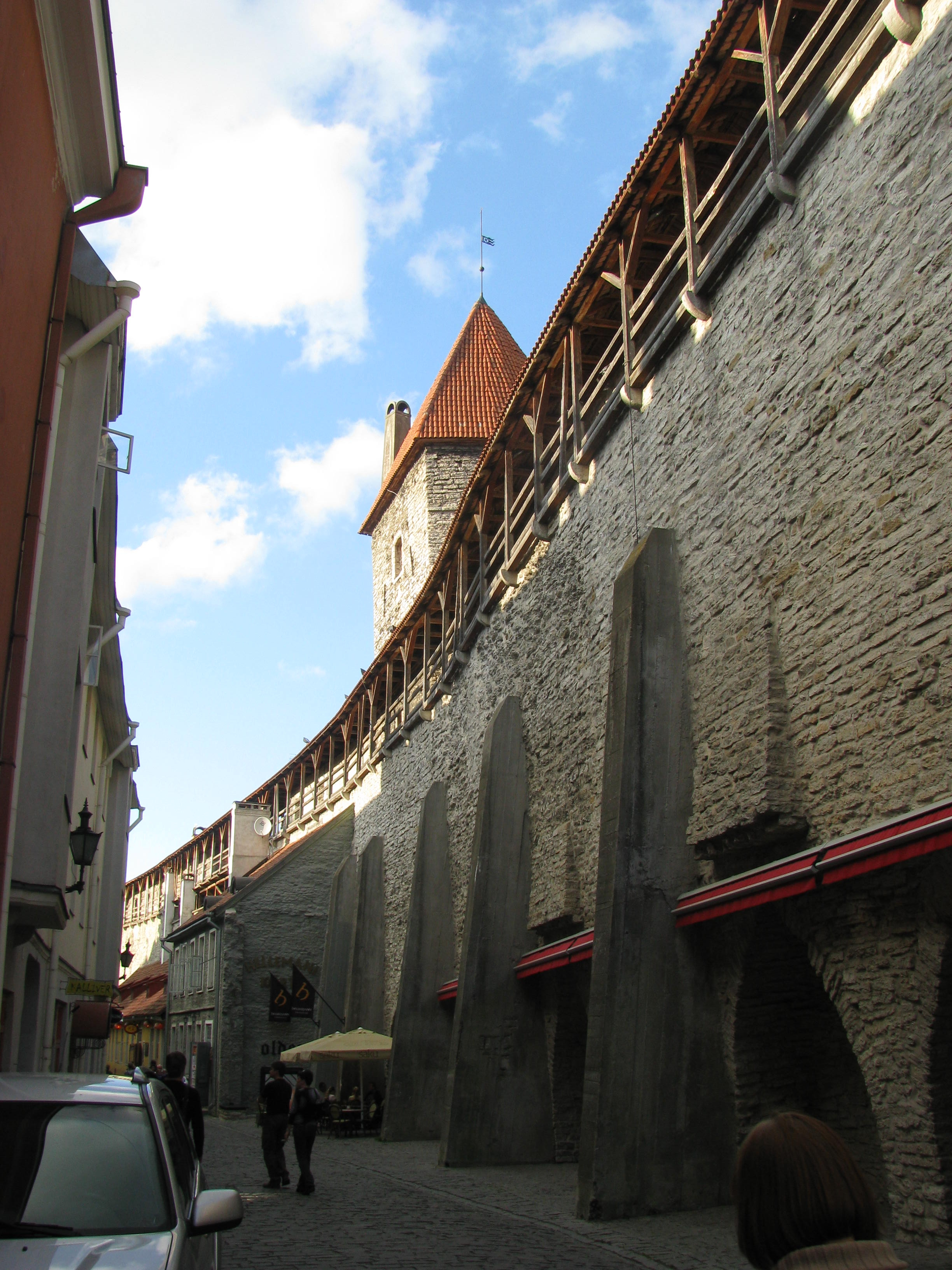
Vue de la tour Helleman depuis la porte Viru.
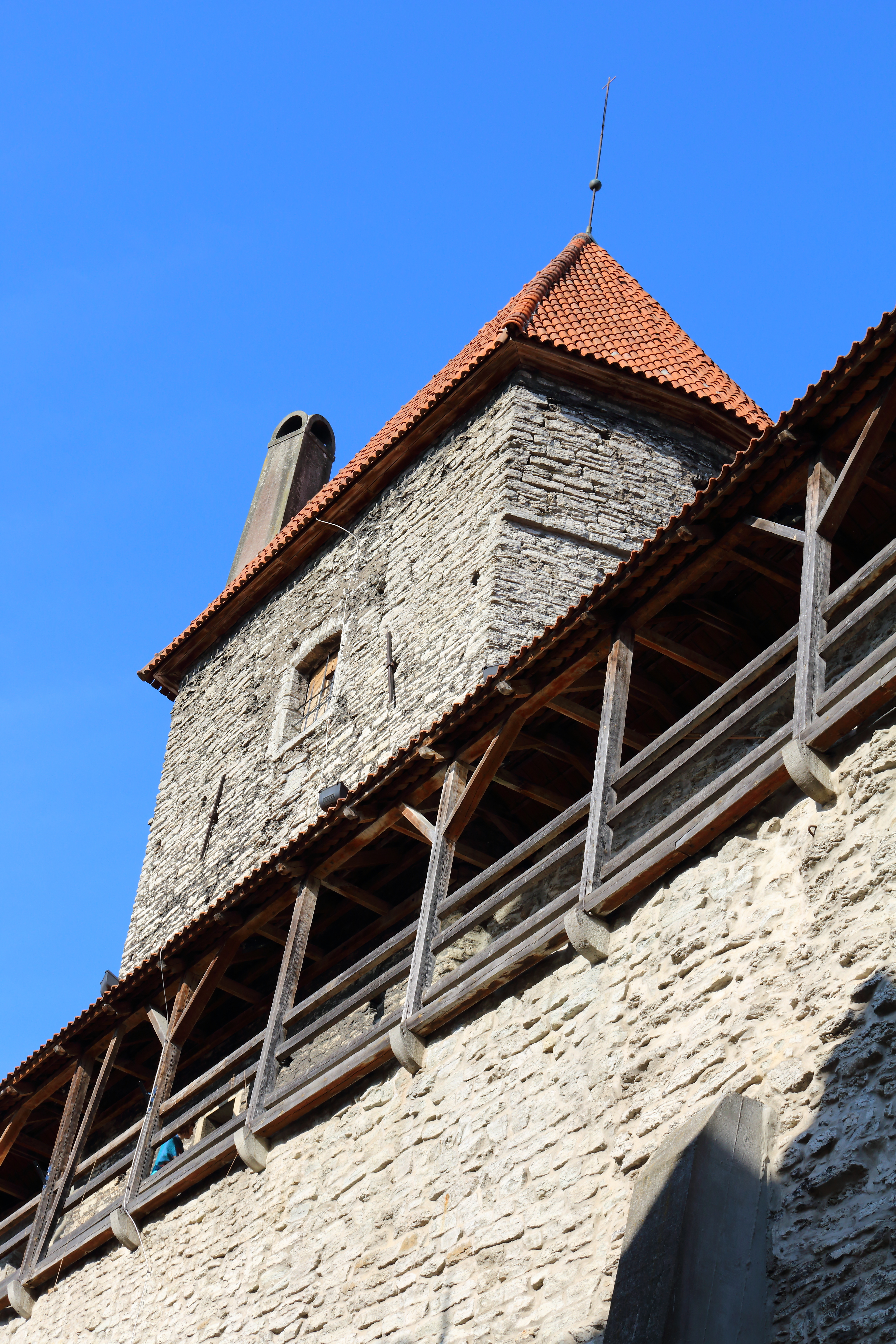
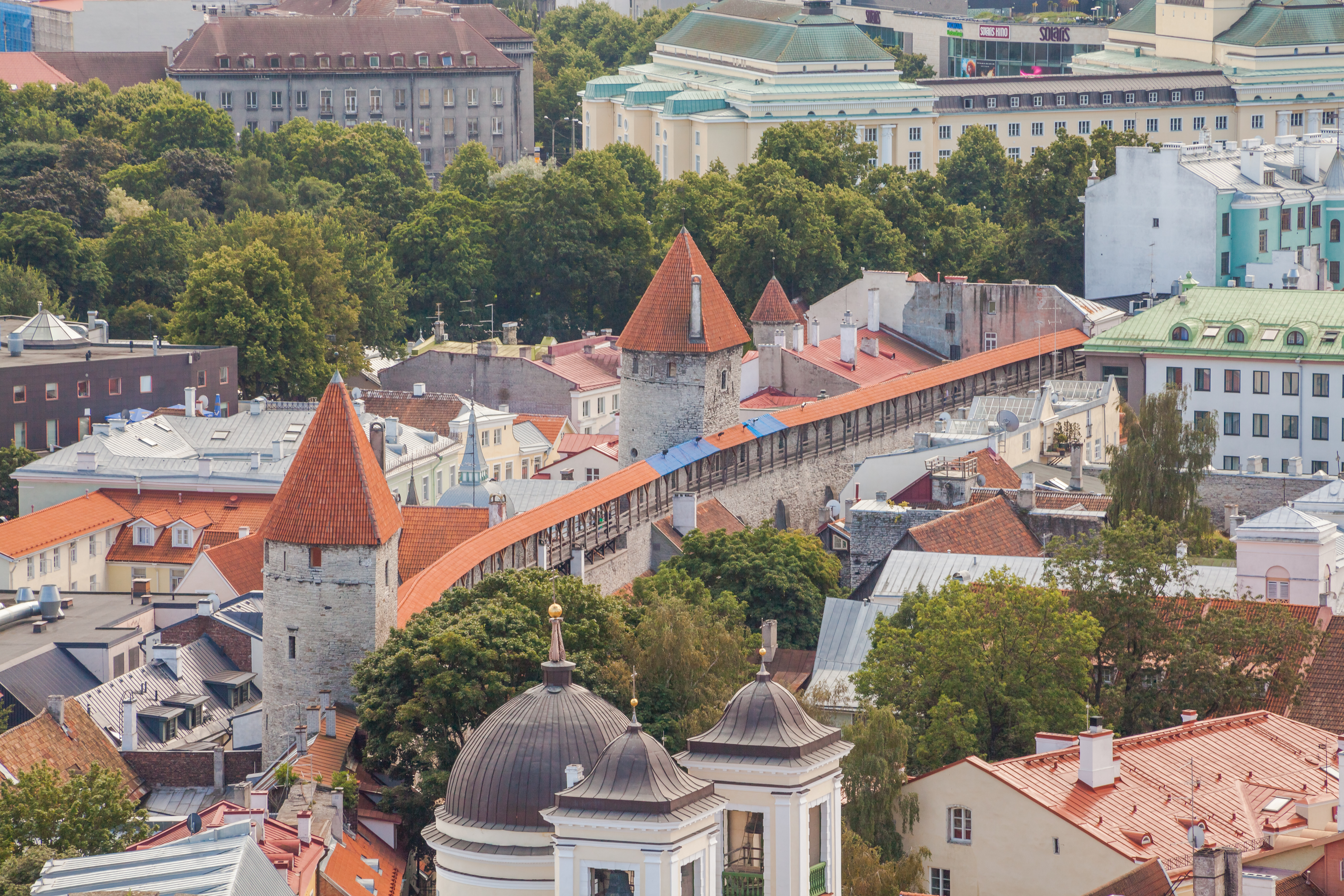
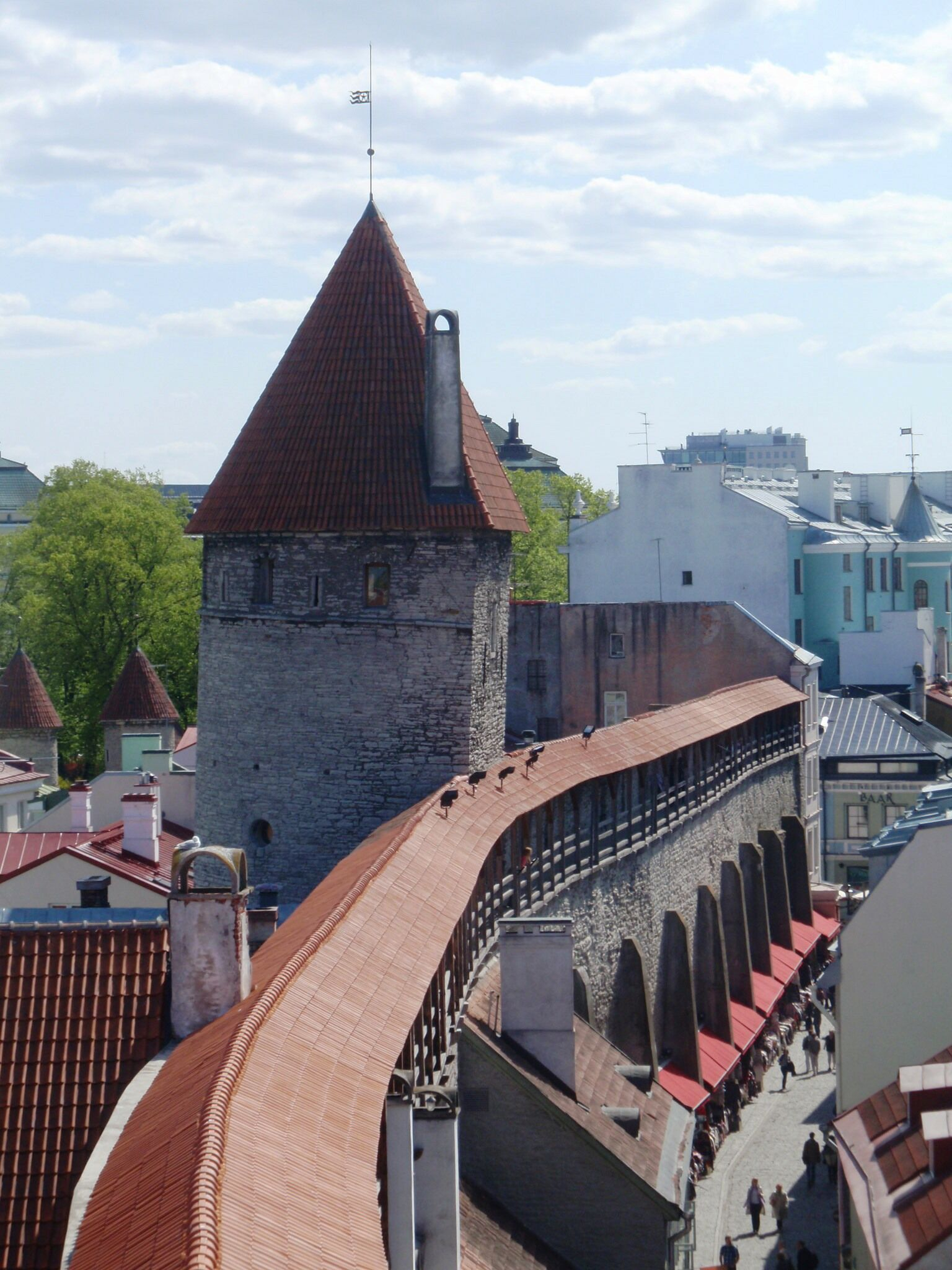
Vue de la tour Helleman dans les remparts de Tallinn
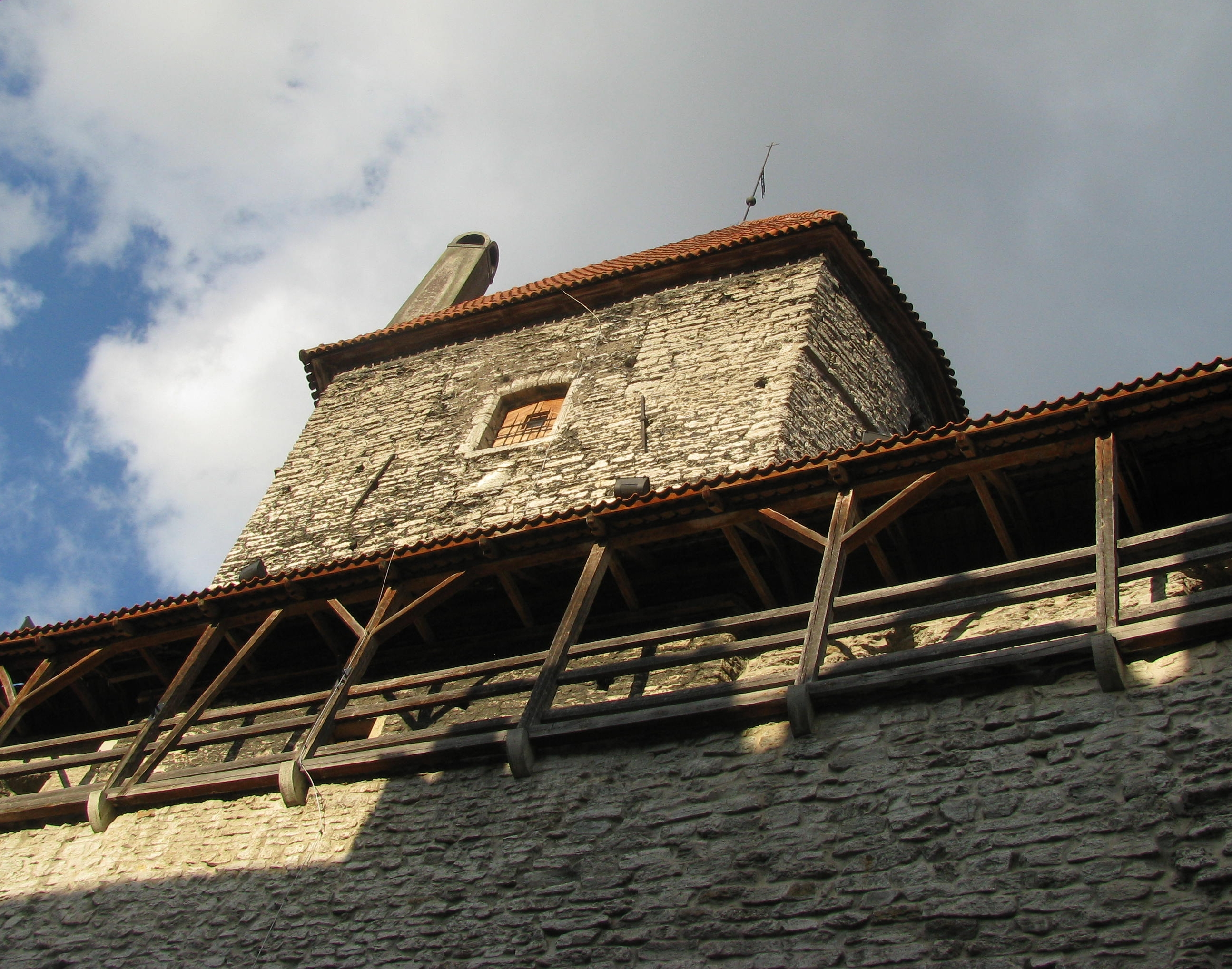
Vue de dessous de la tour Helleman.